# أنس بن مالك
أبو حمزة أنس بن مالك النجاري الخزرجي  صحابي عاش بين 10 ق.هـ و93 هـ كان خادمًا للنبي محمد ﷺ، وهو أحد المكثرين لرواية الحديث.

## سيرته

### النشأة وخدمته للرسول
ولد أبو حمزة أنس بن مالك بن النضر بن ضمضم بن زيد بن حرام بن جندب بن عامر بن غنم بن عدي بن النجار  في يثرب قبل الهجرة النبوية بعشر سنين،، الموافق 612 م، وهو ينتمي إلى بني النجار أحد بطون قبيلة الخزرج الأزدية خئولة جد النبي محمد عبد المطلب بن هاشم، فأم عبد المطلب هي سلمى بنت عمرو بن زيد بن أسد بن خداش بن عامر، فيلتقي بذلك نسب أنس بنسب النبي محمد في عامر بن غنم بن عدي بن النجار. قُتل مالك بن النضر أبو أنس في الجاهلية، فتزوجت أمه أم سليم مليكة بنت ملحان النجارية وهي أيضًا صحابية من أبي طلحة الأنصاري، وأنس أخو الصحابي البراء بن مالك.
ما أن هاجر النبي محمد إلى يثرب، حتى دفعت أم سليم ابنها أنس للنبي ليقوم على خدمته، وعمره يومها عشر سنين، وقال انس بن مالك : «جاءت بي أمي أم أنس إلى رسول الله ﷺ، وقد أزرتني بنصف خمارها، وردتني بنصفه، فقالت: يا رسول الله، هذا أنيس ابني، أتيتك به يخدمك فادع الله له، فقال: » «اللهم أكثر ماله وولده.»  خدم أنس بن مالك النبي محمد مدة مقامه بالمدينة عشر سنين، عامله فيها النبي محمد معاملة الولد، وكنّاه أبو حمزة، فكان يخصّه ببعض أحاديثه، وأحيانًا ما كان يناديه «يا بني»، وما عاتبه على شيء فعله، وما ضربه قط.
ولم يكن أنس رغم صغر سنه آنذاك بمعزل عن الأحداث السياسية لدولة الإسلام الوليدة، فقد خرج أنس مع النبي محمد إلى بدر، وهو غلام ليخدم، وما شارك يومها في القتال. كما شارك أنس مع النبي ثماني غزوات منها خيبر والطائف وحنين، كما شهد فتح مكة وصلح الحديبية وعمرة القضاء وحجة الوداع وبيعة الشجرة.

### بعد وفاة النبي
بعد وفاة النبي محمد، استخلف أبو بكر الصديق على المسلمين الذي شهد بداية عهده ردة العديد من القبائل على سلطة المسلمين وعلى دين الإسلام، فآذن ذلك ببدء حروب الردة. شارك أنس في تلك الحروب، وكان أحد الرماة المهرة، فكان ممن شهد معركة اليمامة، وبعد استقرار الأمور، أراد أبو بكر أن يبعث أنس بن مالك إلى البحرين ليتولى جباية أموال الزكاة، فاستشار عمر بن الخطاب، فقال له عمر: «ابعثه، فإنه لبيب كاتب»، فبعثه. عاد أنس من مهمته ليجد الخليفة الأول قد مات، وخلفه الخليفة الثاني عمر بن الخطاب، فبدأ بمبايعته، ثم دفع إليه المال. ثم انطلق أنس، وشارك في فتوح العراق وبلاد فارس، وشهد معركة القادسية، وفتح تستر، وهو الذي قدم المدينة المنورة على عمر بن الخطاب بحاكمها الهرمزان أسيرًا.
وبعد الفتوح، سكن أنس البصرة، وأقام فيها يُحدّث الناس بما يحفظ من الحديث النبوي، حتى أحصى علماء الحديث أكثر من مائتي راوٍ عنه. ولما تولى عبد الله بن الزبير الخلافة بعد موت يزيد بن معاوية، كتب ابن الزبير إلى أنس بن مالك ليصلى بالناس بالبصرة، فصلى بهم أربعين يومًا. تعرض أنس بعد ذلك إلى محنة عظيمة، فبعد ثورة عبد الرحمن بن الأشعث على حكم الأمويين في العراق، استعرض الحجاج بن يوسف الثقفي أهل البصرة، فجاء أنس، فقال له الحجاج: «يا خبيث، جوّال في الفتن، مرة مع علي، ومرة مع ابن الزبير، ومرة مع ابن الأشعث، أما والذي نفسي بيده، لأستأصلنك كما تستأصل الصمغة، ولأجردنك كما يجرد الضب»، فقال أنس: «من يعني الأمير؟»، قال: «إياك أعني، أصم الله سمعك»، فقال أنس: «إنا لله وإنا إليه راجعون»، فأمر به الحجاج فخُتم في يده، وقيل في عنقه «عتيق الحجاج»، الحجاج، أراد أن يذله بذلك.
انصرف أنس فتابعه بعضهم، فقال: «لولا أني ذكرت ولدي وخشيت عليهم بعدي، لكلمته بكلام لا يستحييني بعده أبدًا»، وكتب إلى الخليفة وقتها عبد الملك بن مروان كتابًا جاء فيه: «إني خدمت رسول الله ﷺ تسع سنين، والله لو أن النصارى أدركوا رجلاً خدم نبيهم، لأكرموه، وإن الحجاج يعرض بي حوكة البصرة»، فغضب عبد الملك، وأرسل إلى الحجاج يأمره بأن يعتذر لأنس. فسار الحجاج إلى أنس، وقال له: «يا أبا حمزة غضبت؟»، قال: «أغضب تعرضني لحوكة البصرة»، فقال الحجاج: «يا أبا حمزة، إنما مثلي ومثلك كقول الذي قال: إياك أعني، واسمعي يا جارة، أردت أن لا يكون لأحد علي منطق، أردت أن يعلم أهل العراق إذ كان من ابنك ما كان، وإذ بلغت منك ما بلغت أني إليهم بالعقوبة أوسع».

### وفاته وأسرته
أصيب أنس بن مالك في نهاية حياته بالبرص، وضعف جسده. وتوفي أنس بن مالك في البصرة في خلافة الوليد بن عبد الملك، ولكن على خلاف في سنة وفاته، فقيل توفي سنة 90 هـ، وقيل 91 هـ، وقيل 92 هـ، وقيل 93 هـ [الموافق 712 م،] وهو آخر من بقي بالبصرة من أصحاب النبي محمد، وآخر من بقي ممن صلى إلى القبلتين. وكان قد أوصى أن يصلي عليه محمد بن سيرين، فغسّله وصلى عليه، وقيل صلى عليه قطن بن مدرك الكلابي. كما أوصى أن تُدفن معه عصا للنبي محمد كانت عنده، فدفنت معه بين جنبه وقميصه.
وفاقت دعوة النبي محمد لأنس وهو صغير أنس بأن يبارك له الله في ولده، فكثر نسله حتى جاوز المائة في حياته، إلا أنه ابتلي بفقد عدد كبير منهم، فمات من ولده وولد ولده 129 فردا حتى مقدم الحجاج للبصرة، منهم 80 وقيل 70 في الطاعون الجارف الذي أصاب أهل البصرة سنة 69 هـ. وقد اشتهر بعض نسله برواية الحديث كأولاده أبو بكر بن أنس بن مالك والنضر بن أنس بن مالك وعبيد الله بن أنس بن مالك، وأحفاده ثمامة بن عبد الله بن أنس بن مالك قاضي البصرة وحفص بن عبيد الله بن أنس بن مالك. وقد خلف أنس بن مالك بستانًا له كان يُثمر في السنة مرتين، وكان فيه ريحان يجيء منه ريح المسك. كما ورث عن أبيه بئرًا في المدينة كانت من أعذب آبار المدينة، قيل أنها كانت تسمى في الجاهلية «البرود». وروي أنه كان يتخذ خاتمًا عليه نقش «أسد رابض».

## عبادته
قال أبو هريرة: «ما رأيت أحدًا أشبه بصلاة رسول الله ﷺ من ابن أم سليم»، وقال أنس بن سيرين: «كان أنس بن مالك أحسن الناس صلاة في الحضر والسفر»، وقال حفيده ثمامة بن عبد الله: «كان أنس يصلي حتى تفطر قدماه دمًا، مما يطيل القيام».

## روايته للحديث النبوي
روى عن:
- النبي محمد
- أبو بكر الصديق
- عمر بن الخطاب
- عثمان بن عفان
- معاذ بن جبل
- أسيد بن حضير
- أبو طلحة الأنصاري
- أمه أم سليم بنت ملحان
- خالته أم حرام بنت ملحان
- زوج خالته عبادة بن الصامت
- أبو ذر الغفاري
- مالك بن صعصعة
- أبو هريرة
- فاطمة بنت محمد[4]
- أبي بن كعب
- ثابت بن قيس بن شماس
- جرير بن عبد الله البجلي
- زيد بن أرقم
- زيد بن ثابت
- سلمان الفارسي
- عبد الله بن رواحة
- عبد الله بن عباس
- أبو موسى الأشعري
- عبد الله بن مسعود
- عبد الرحمن بن عوف
- عتبان بن مالك
- محمود بن الربيع
- أبو أسيد الساعدي
- أبو قتادة الأنصاري
- أم الفضل
- أم أيمن[10]

روى عنه:
- محمد بن سيرين
- حميد الطويل
- ثابت البناني
- قتادة بن دعامة
- الحسن البصري
- الزُّهْرِيّ[2]
- الشعبي
- أبو قلابة الجرمي
- مكحول الشامي
- عمر بن عبد العزيز
- بكر بن عبد الله المزني
- محمد بن المنكدر
- ابن أخيه إسحاق بن عبد الله بن أبي طلحة
- عبد العزيز بن صهيب
- شعيب بن الحبحاب الأزدي
- عمرو بن عامر الأنصاري
- سليمان بن طرخان التيمي
- يحيى بن سعيد الأنصاري
- كثير بن سليم المدائني
- عيسى بن طهمان
- عمر بن شاكر البصري[4]
- أبان بن صالح
- أبان بن أبي عياش
- إبراهيم بن ميسرة
- أزهر بن راشد
- أبو أمامة أسعد بن سهل بن حنيف
- إسماعيل بن عبد الرحمن السدي
- إسماعيل بن محمد بن سعد بن أبي وقاص
- أشعث بن عبد الله بن جابر الحداني
- أعين الخوارزمي
- أنس بن سيرين
- بديل بن ميسرة العقيلي
- ابن ابنته البراء بن زيد
- بريد بن أبي مريم السلولي
- بشير بن يسار
- بكير بن الأخنس
- بكير بن وهب الجزري
- بلال بن مرداس الفزاري
- بيان بن بشر الأحمسي
- توبة العنبري
- حفيده ثمامة بن عبد الله بن أنس بن مالك
- الجارود بن أبي سبرة الهذلي
- الجعد أبو عثمان
- جعفر بن عبد الله بن الحكم الأنصاري
- الحارث بن النعمان الليثي
- حبيب بن أبي ثابت
- حبيب بن أبي حبيب البجلي
- الحجاج بن حسان القيسي
- حصين بن عبد الرحمن الأشهلي
- حفيده حفص بن عبيد الله بن أنس بن مالك
- ابن أخيه حفص
- حمزة الضبي
- حميد بن هلال العدوي
- حنظلة السدوسي
- أبو خلدة خالد بن دينار
- خالد بن الفزر
- خيثمة بن أبي خيثمة البصري
- راشد بن سعد المقرائي الحمصي
- الربيع بن أنس البكري
- ربيعة الرأي
- رزيق أبو عبد الله الألهاني
- أبو العالية الرياحي
- الزبير بن عدي
- زربي أبو يحيى المؤذن
- زياد النميري
- زيد بن أسلم
- زيد بن الحواري العمي
- سالم بن أبي الجعد
- سحامة بن عبد الرحمن الأصم
- سعد بن سعيد الأنصاري
- سعد بن سنان
- أبو مالك سعد بن طارق الأشجعي
- سعيد بن أبي بردة الأشعري
- سعيد بن جبير
- سعيد بن خالد بن أبي طويل الشامي
- سعيد بن أبي سعيد المقبري
- أبو سعد سعيد بن المرزبان البقال
- سعيد بن المسيب
- أبو مسلمة سعيد بن يزيد
- سلم العلوي البصري
- سلمة بن وردان الليثي
- سليمان بن أبي سليمان مولى ابن عباس
- سليمان بن مهران الأعمش
- سماك بن حرب
- السميط السدوسي
- سنان بن ربيعة الباهلي
- سهل بن أبي أمامة بن سهل بن حنيف
- شبيب بن بشر البجلي
- شبيل بن عزرة الضبعي
- شريك بن عبد الله بن أبي نمر
- أبو واقد الليثي
- صفوان بن سليم
- الضحاك بن مزاحم
- ضمرة بن سعيد المازني
- طلحة بن مصرف
- أبو سفيان طلحة بن نافع
- طلق بن حبيب
- عاصم بن سليمان الأحول
- عاصم بن عمر بن قتادة
- عباد بن أبي علي
- عبد الله بن أبي بكر بن محمد بن عمرو بن حزم
- أبو الوليد عبد الله بن الحارث البصري
- أبو الزناد عبد الله بن ذكوان
- عبد الله بن عبد الله بن جابر الأنصاري
- ابن أخيه عبد الله بن عبد الله بن أبي طلحة
- أبو طوالة عبد الله بن عبد الرحمن بن معمر بن حزم الأنصاري
- عبد الله بن عبد الرحمن الرومي
- عبد الله بن الفضل الهاشمي
- عبد الله بن محمد بن عقيل بن أبي طالب
- عبد الله بن مسلم بن شهاب الزُهري
- عبد الله بن مكنف
- عبد الله أبو بكر الحنفي
- عبد الحميد بن محمود المعولي
- عبد الحميد بن المنذر بن الجارود
- عبد الحميد صاحب الزيادي
- عبد الرحمن بن الأصم
- عبد الرحمن بن جبير بن نفير
- عبد الرحمن بن أبي ليلى
- عبد العزيز بن رفيع
- عبد العزيز بن قيس
- أبو عمران الجوني
- عبد الملك بن علاق
- عبد الوهاب بن بخت
- ابنه عبيد الله بن أنس بن مالك
- حفيده عبيد الله بن أبي بكر بن أنس بن مالك
- عتاب مولي هرمز
- عثمان بن سعد الكاتب
- عثمان بن عبد الرحمن التيمي
- عثمان بن موهب الهاشمي
- عطاء بن السائب
- عطاء بن أبي ميمونة
- عقبة بن وساج
- علي بن زيد بن جدعان
- عمارة بن غزية
- عمرو بن سعيد البصري
- ابن أخيه عمرو بن عبد الله بن أبي طلحة
- أبو إسحاق السبيعي
- عمرو بن أبي عمرو مولى المطلب بن عبد الله بن حنطب
- عمرو بن الوليد بن عبدة
- عمران القصير
- عنبسة بن سعيد بن العاص الأموي
- ابن زيدل الثقفي
- العلاء بن عبد الرحمن بن يعقوب
- غيلان بن جرير
- فرقد السبخي
- كثير بن عبد الله الأبلي
- مالك بن دينار
- محمد بن إبراهيم بن الحارث التيمي
- محمد بن أبي بكر الثقفي
- محمد بن عبد الله بن أبي سليم المدني
- محمد بن كعب القرظي
- محمد بن مالك بن المنتصر
- محمد بن مسلم بن السائب بن خباب المدني
- محمد بن يحيي بن حبان
- المختار بن فلفل
- مروان الأصفر
- مسحاج الضبي
- مسلم بن زياد الشامي
- مسلم بن كيسان الملائي الأعور
- مصعب بن سليم
- المطلب بن عبد الله بن حنطب المخزومي
- معاوية بن قرة المزني
- معبد بن هلال العنزي
- المغيرة بن أبي قرة السدوسي
- مورق العجلي
- موسى بن أنس بن مالك
- موسى بن وردان
- ميمون بن سياه
- نافع أبو غالب الباهلي
- ابنه النضر بن أنس بن مالك
- النضر بن عبد الله القيسي
- النعمان بن مرة الزرقي
- نعيم المجمر
- نفيع أبو داود الأعمي
- النهاس بن قهم
- حفيده هشام بن زيد بن أنس بن مالك
- هلال بن جبير البصري
- هلال أبو ظلال القسملي
- هلال بن أبي ميمونة
- أبو عقال البصري
- الهياج بن بسام القيسي
- واقد بن عمرو الأنصاري
- أبو يعفور العبدي
- الوليد بن زروان
- أبو مجلز لاحق بن حميد
- يحيى بن أبي إسحاق
- أبو هبيرة يحيي بن عباد الأنصاري
- يحيى بن عمارة بن أبي حسن المازني
- يحيى بن أبي كثير
- يحيى بن يزيد الهنائي
- يزيد بن أبان الرقاشي
- أبو التياح الضبعي
- يزيد بن عبد الرحمن الهمداني
- يزيد بن أبي منصور
- يزيد بن أبي نشبة
- ابن أخيه يعقوب بن عبد الله بن أبي طلحة
- أبو شيبة الجوهري
- يوسف بن عبد الله بن الحارث البصري
- أبو الأبيض العنسي الشامي
- أبو إدريس البصري
- أبو أسماء الصيقل
- ابنه أبو بكر بن أنس بن مالك
- حفيده أبو بكر بن عبيد الله بن أنس بن مالك
- أبو بكر بن النضر بن أنس بن مالك
- أبو حصين الأسدي
- أبو حمزة البصري جار شعبة
- أبو خلف الأعمى
- أبو الرحال الأنصاري
- أبو سعد الساعدي
- أبو سلمة بن عبد الرحمن بن عوف
- أبو طالوت الشامي
- أبو طلحة الأسدي
- أبو عاتكة
- أبو عصام البصري
- أبو معقل
- أبو معان
- أبو معن
- حفصة بنت سيرين
- زوجته زينب بنت نبيط
- أم الحكم بنت النعمان[10]

- أحاديثه: تفرغ أنس بن مالك لرواية الحديث النبوي في البصرة، والتف حوله طلاّب الحديث، وأخذوه عنه حتى أحصى علماء الحديث أكثر من مائتي راوٍ عنه،[4] وهو من المكثرين في الرواية عن النبي محمد.[2][3] وقد أحصى له بقي بن مخلد في مسنده 2,286 حديثًا، اتفق له البخاري ومسلم على 180 حديثًا، وانفرد البخاري بثمانين حديث، ومسلم بتسعين.[4] وكان أنس يتحرى الدقة في متن روايته لفظيًا مخافة الكذب على لسان النبي محمد، فكان إذا حدّث قال: «أو كما قال رسول الله ﷺ»[36] كما كان أنس حريصًا على تدوين الحديث، فكان يقول لبنيه: «يا بنيّ قيدوا العلم بالكتاب»،[39] وقد روى له الجماعة في كتبهم.[24] كما عدّ التابعين وفاة أنس خسارة كبيرة لأهل الحديث، فقد روى قتادة بن دعامة أنه لما مات أنس بن مالك، قال مورق العجلي: «ذهب اليوم نصف العلم»، فسُئل: «كيف ذاك يا أبا المعتمر؟»، قال: «كان الرجل من أهل الأهواء إذا خالفنا في الحديث، قلنا: تعال إلى من سمعه من النبي ﷺ».[24][40]

## مرقده وقصره
مرقده في شمال مدينة البصرة الأولى (شمال الزبير الحالية)، في برّية منطقة الشعيبة بجنوب العراق.
ولأنس بن مالك قصر في منطقة اسمها الزاوية، قال البكري في معجمه إن الزاوية "موضع دانٍ من البصرة، بينهما فرسخان، قال البخاري: كان أنس بن مالك في قصره بالزاوية أحياناً يجمع وأحياناً لا يجمع."، وقال علي المياحي "والزاوية من دساكر (المزارع المأهولة) الواقعة في جنوب البصرة ومنها الزابوقة، وتقع في شرق المدينة، وبين واسط والبصرة قريةٌ على شاطئ دجلة يقال لها الزاوية"، وقال ابن حجر في الفتح "والزاوية موضع ظاهر البصرة معروف كانت فيه واقعة كبيرة بين الحجاج وابن الأشعث، قال أبو عبيد البكري: هو بكسر الواو موضع دان من البصرة. وقوله على فرسخين" أي من البصرة. وهذا وَصَلَهُ ابنُ أبي شيبة من وجه آخر عن أنس أنه كان يشهد الجمعة من الزاوية وهي على فرسخين من البصرة، وهذا يرد على من زعم أن الزاوية موضع بالمدينة النبوية كان فيه قصر لأنس منها.